# Terni (provins)
Terni är en provins i regionen Umbrien i Italien. Terni är huvudort i provinsen. Provinsen etablerades 1927 efter en delning av provinsen Perugia.

## Administrativ indelning
Provinsen Terni är indelad i 33 kommuner. Alla kommuner finns i lista över kommuner i provinsen Terni.

## Geografi
Provinsen Terni gränsar:
- i norr mot provinsen Perugia
- i öst, syd och väst mot provinserna Rieti och Viterbo

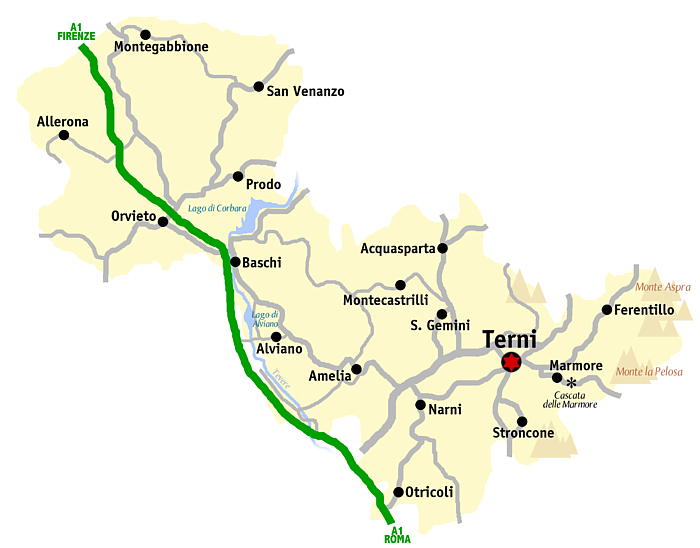
Karta över provinsen

- i nordväst mot provinsen Siena